# Hallatrow
Hallatrow är en by i Bath and North East Somerset i Somerset i England. Byn är belägen 51,9 km 
från Taunton. Orten har 535 invånare (2016). Byn nämndes i Domedagsboken (Domesday Book) år 1086, och kallades då Helgetrau/Helegetriueia.